# سسک ویلسون
سسک ویلسون (نام علمی: Wilsonia pusilla) نام یک گونه از تیره چرخ‌ریسکیان است.